# Ingeborg Fokunga von Schweden
Ingeborg Fokunga von Schweden (* 1263; † etwa 1292) war eine schwedische Prinzessin und Gräfin von Holstein-Plön.
Ingeborg war Tochter von Waldemar, König von Schweden, und seiner Frau Sofia von Dänemark.
Am 12. Dezember 1275 heiratete sie Gerhard II., Graf von Holstein-Plön. Sie hatten vier Kinder:
- Katharina (* etwa 1276; † vor 1300), verheiratet mit Otto I., Herzog von Pommern
- Gerhard IV. Graf von Holstein in Segeborg (* 1277; † nach dem 20. Januar 1317)
- Waldemar (etwa 1276; † 29. Juli 1306), Graf von Holstein Schauenburg[1][2]